# Distrikt Huanta
Der Distrikt Huanta liegt in der Provinz Huanta in der Region Ayacucho in Südzentral-Peru. Der Distrikt wurde am 21. Juni 1825 gegründet. Er besitzt eine Fläche von 165 km². Beim Zensus 2017 wurden 41.615 Einwohner gezählt. Sitz der Distrikt- und Provinzverwaltung ist die 2628 m hoch gelegene Stadt Huanta mit 33.304 Einwohnern (Stand 2017). Diese liegt knapp 25 km nördlich der Regionshauptstadt Ayacucho.

## Geographische Lage
Der Distrikt Huanta liegt im Andenhochland im Süden der Provinz Huanta. Der Unterlauf des Río Cachi fließt entlang der westlichen Distriktgrenze nach Norden und entwässert das Areal.
Der Distrikt Huanta grenzt im Westen an den Distrikt Chincho (Provinz Angaraes), im Norden an die Distrikte Luricocha, Santillana und Uchuraccay, im Osten an den Distrikt Tambo (Provinz La Mar) sowie im Süden an den Distrikt Iguaín.

## Ortschaften
Neben dem Hauptort gibt es folgende größere Ortschaften im Distrikt:
- Cedropata (434 Einwohner)
- Huancayocc (585 Einwohner)
- Maynay (764 Einwohner)
- Mio Patasucro (294 Einwohner)
- Ñahuin Puquio (454 Einwohner)
- Paquecc (226 Einwohner)
- Quinrapa (545 Einwohner)
- Seccllas (279 Einwohner)
- Uyuvirca (445 Einwohner)